# Signal Hill (Massachusetts)
Signal Hill ist der Name eines 150 Acres (0,6 km²) umfassenden Naturschutzgebiets rund um die gleichnamige Erhebung bei der Stadt Canton im Bundesstaat Massachusetts der Vereinigten Staaten. Es wird von der Organisation The Trustees of Reservations verwaltet.

## Schutzgebiet
Auf den lediglich 188 ft (57,3 m) hohen Hügel, der bereits den im Neponset River Valley siedelnden Indianern als saisonale Heimstatt diente, führt ein alter Karrenweg, von wo aus ein guter Blick auf den nahegelegenen Great Blue Hill und auf die am Horizont sichtbare Skyline von Boston besteht. Am Fuß des Hügels fließt der Neponset River, wo ein weiterer Weg am Ufer entlang führt. Dort gibt es auch eine Anlegestelle für Kanus und Kajaks. Das Schutzgebiet ist ebenfalls zur Vogelbeobachtung beliebt, da hier insbesondere Falken die Thermik-Unterschiede zwischen den Blue Hills und dem Tal nutzen. Es gibt in der Umgebung aber auch viele Singvögel, und der Fluss bietet Fröschen, Schildkröten und anderen Amphibien einen Lebensraum.